# Ferrière-sur-Beaulieu
Ferrière-sur-Beaulieu és un municipi francès, situat al departament de l'Indre i Loira i a la regió de Centre – Vall del Loira. L'any 2007 tenia 643 habitants.

## Demografia

### Població
El 2007 la població de fet de Ferrière-sur-Beaulieu era de 643 persones. Hi havia 252 famílies, de les quals 47 eren unipersonals (26 homes vivint sols i 21 dones vivint soles), 90 parelles sense fills, 94 parelles amb fills i 21 famílies monoparentals amb fills.
La població ha evolucionat segons el següent gràfic:
Habitants censats

### Habitatges
El 2007 hi havia 269 habitatges, 254 eren l'habitatge principal de la família, 8 eren segones residències i 7 estaven desocupats. 266 eren cases i 2 eren apartaments. Dels 254 habitatges principals, 189 estaven ocupats pels seus propietaris, 61 estaven llogats i ocupats pels llogaters i 4 estaven cedits a títol gratuït; 13 tenien dues cambres, 45 en tenien tres, 85 en tenien quatre i 111 en tenien cinc o més. 238 habitatges disposaven pel capbaix d'una plaça de pàrquing. A 83 habitatges hi havia un automòbil i a 160 n'hi havia dos o més.

### Piràmide de població
La piràmide de població per edats i sexe el 2009 era:
| Homes | Edats   | Dones |
| ----- | ------- | ----- |
| 0     | 95 o +  | 0     |
| 0     | 90 a 94 | 0     |
| 0     | 85 a 89 | 0     |
| 0     | 80 a 84 | 0     |
| 4     | 75 a 79 | 4     |
| 8     | 70 a 74 | 4     |
| 12    | 65 a 69 | 20    |
| 32    | 60 a 64 | 24    |
| 12    | 55 a 59 | 12    |
| 28    | 50 a 54 | 32    |
| 16    | 45 a 49 | 12    |
| 24    | 40 a 44 | 16    |
| 16    | 35 a 39 | 32    |
| 24    | 30 a 34 | 24    |
| 16    | 25 a 29 | 8     |
| 24    | 20 a 24 | 0     |
| 40    | 15 a 19 | 20    |
| 20    | 10 a 14 | 28    |
| 20    | 5 a 9   | 16    |
| 8     | 0 a 4   | 8     |

## Economia
El 2007 la població en edat de treballar era de 426 persones, 322 eren actives i 104 eren inactives. De les 322 persones actives 301 estaven ocupades (160 homes i 141 dones) i 20 estaven aturades (4 homes i 16 dones). De les 104 persones inactives 50 estaven jubilades, 35 estaven estudiant i 19 estaven classificades com a «altres inactius».

### Ingressos
El 2009 a Ferrière-sur-Beaulieu hi havia 284 unitats fiscals que integraven 708 persones, la mediana anual d'ingressos fiscals per persona era de 17.223 €.

### Activitats econòmiques
Dels 18 establiments que hi havia el 2007, 2 eren d'empreses de fabricació d'altres productes industrials, 6 d'empreses de construcció, 2 d'empreses de comerç i reparació d'automòbils, 1 d'una empresa de transport, 2 d'empreses d'hostatgeria i restauració, 1 d'una empresa immobiliària, 1 d'una empresa de serveis i 3 d'empreses classificades com a «altres activitats de serveis».
Dels 6 establiments de servei als particulars que hi havia el 2009, 3 eren paletes, 1 guixaire pintor, 1 perruqueria i 1 restaurant.
L'any 2000 a Ferrière-sur-Beaulieu hi havia 10 explotacions agrícoles que ocupaven un total de 840 hectàrees.

## Equipaments sanitaris i escolars
El 2009 hi havia una escola elemental integrada dins d'un grup escolar amb les comunes properes formant una escola dispersa.

## Poblacions més properes
El següent diagrama mostra les poblacions més properes.